# 桂宗尧
桂宗尧（1913年—），江西贵溪人，出生于日本，中华民国外交官。他是中华民国陆军一级上将桂永清之侄。
桂宗尧曾先后就读于中央大学法学院、德国柏林大学、佛莱堡大学、丹麦哥本哈根大学、瑞士伯尔尼大学等校，政治经济博士。进入外交界后，历任中华民国驻伯尔尼领事馆随员，外交部欧洲司科长，外交部礼宾司帮办、副司长，中华民国驻秘鲁、西班牙、古巴大使馆一等秘書，驻智利大使馆参事（公使衔）、代办等。1963年任外交部中南美司司长。1968年至1973年间任中华民国驻洪都拉斯大使。1976年又任外交部中南美司司长。